# ペニスフェンシング

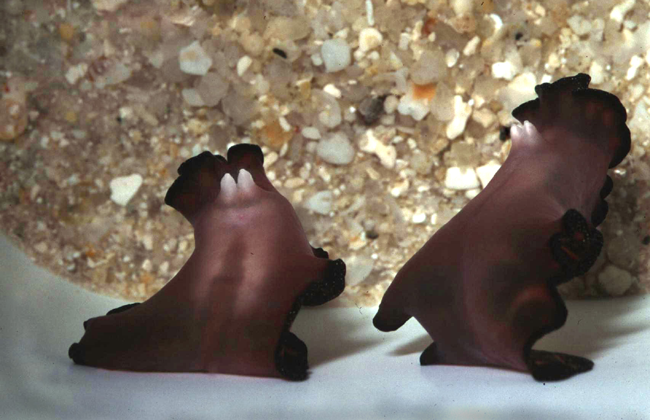
扁形動物 Pseudobiceros bedfordi がペニスフェンシングの準備をする様子。P. bedfordiは、精子を相手の体内に注入するのではなく、皮膚にかけることで例外的な種である。

ペニスフェンシング (Penis fencing) は交尾行動の1つで、プセウドセロス・ハンコッカヌスなどのヒラムシやプラナリアを含む多くの扁形動物にみられる行動である。
この行動を取る種は両性具有、つまり各個体が卵を産生する子宮と精子を産生する精巣を持つ。

## 解説
扁形動物のフェンシング(小突き合い)は、小刀のような2つの突起を持つ伸張性のある管を用いて行われる。この管はペニスフェンシングをする両方の個体から伸ばされ、交尾相手の表皮を貫き、血体腔と呼ばれる組織や器官の間隙(体内循環に関連する箇所)に精子を注入する。この相手の身体を貫いて受精させる方法は外傷的授精(traumatic insemination)と呼ばれる。
交尾個体同士は一方だけが精子を交尾相手に注入するか、あるいは相互に注入させるために競争する。しかし種々の要因により、１種にて一方向あるいは双方向の精子注入が起こる場合も確認されている。

## 一方向の精子移動
ある生物が他個体に授精する(inseminate)と、その授精した個体は"父親"として生殖行動をしたことになる。その精子はペニスフェンシングによって開いた穴やペニスによって表皮に開けられた傷口から侵入するが、これが受精を引き起こし、授精された個体が"母親"となる。幾つかの種においてこのペニスフェンシングは最大1時間程度続く。
出産は子孫の繁殖に必要である物の、時間とエネルギーにおいて親から子への多大投資を必要とする。ベイトマンの原理によれば、この投資コストはほぼ常に「母親」の負担となる。したがって、最適性モデルから見ると、授精するよりも授精される(受精する)方が通常は有利である。しかし、この形態の交尾競争に参加する多くの種では、各"父親"は授精されるまで他の相手と戦い続ける。Alderia modestaでは、個体は「フェンシングの試合」からの精子を複数回保存する。A. modestaにおいては小さい個体はより大きな相手に対して授精することがより頻繁であり、大きな個体はより小さな個体からの授精を受けて多くのエネルギーを産卵に費やす。
潜在的な交尾相手が居ない場合、Neobenedenia melleniのような種は自己授精(self-insemination)によって生殖を行う。

## 双方向の精子移動
通常、多くの両性具有種は相互に授精するか、または精子を交換する。例えば Chelidonura sandranaが挙げられる。またMaritigrella crozieriも双方向の精子移動を行う。双方向の受精を行う種の多くで、精子交換(sperm trading)が常に起こるとは限らない。交尾相手の一方が"ずる"をして授精しなかった場合、他方は通常よりも早期に交尾相手から別れるか、精子移動を伴わない特徴的な交尾行動を取ることが確認されている。他種においては、授精する個体を交代して同じ交尾相手と何度もペニスフェンシングを行うこともある。A.modestaにおいては、双方向の精子移動が最も一般的であり、特に交尾個体同士が同じ大きさである場合に双方向の精子移動が良く見られる。

## 他の動物におけるペニスフェンシング
ペニスフェンシングという用語は、非公式の文脈にて、ボノボの2個体のオス同士での同性行動にも用いられる。これは、ボノボの社会において絆を強める、衝突を減らる、食料に対するコミュニティでの興奮を表現するといった目的で、同性同士が互いの性器をこすりつけあう行動を指している。またいくつかのクジラもペニスフェンシングを行う。